# Вино и космос
«Вино и космос» — второй мини-альбом рок-группы «Звери», релиз состоялся 15 марта 2018 года.

## Информация об альбоме
После смены состава трёх участников группы, «Звери» отправились в тур «Друзья по палате» попутно выпустив второй по счёту мини-альбом получивший название «Вино и космос». В миньон вошли две ранее презентованные композиции «Танцуй – 2» которая входила официально в релиз «Друзья по палате» и «Я – молодец» которую Роман Билык презентовал в интернете в виде чернового варианта. Несмотря на то что альбом вышел спустя год перед туром группы связанного с выпуском прошлого мини-альбома данная пластинка не имеет взаимосвязи с прошлой.
Это не продолжение предыдущей пластинки, а абсолютно самостоятельная единица. Мы стремимся передать определенное состояние, волну своей музыкой, поэтому не хотелось смешивать драйвовые, немного с социальным уклоном треки “Друзей по палате” с более лиричным “Вино и космос”, — рассказывает Рома Зверь 
Композиция «Я – молодец» стала доступна в iTunes и на сайте Яндекс.Музыка 7 марта 2018 года. По рассказу автора песни Романа Билыка идея песни родилась во время очередной поездки в Санкт-Петербург и навеяна посещением выставки Русского музея, приуроченной к 150-летию дня рождения Василия Кандинского. Впервые композиция была представлена сольно Билыком в своём аккаунте Instagram куда Роман выложил короткий отрывок композиции «Я – молодец» в 2016 году. Песня «Танцуй – 2» ранее входила в предыдущий релиз группы но была перезаписана в акустическом варианте для данного миньона. Первые 100 копий альбома также как и прошлый релиз были подписанны автографом Романа Билыка.

## Список композиций
| №                   | Название                | Длительность |
| ------------------- | ----------------------- | ------------ |
| 1.                  | «Я – молодец»           | 1:59         |
| 2.                  | «Манту»                 | 3:14         |
| 3.                  | «Космический партизан»  | 2:45         |
| 4.                  | «Белое красное»         | 3:12         |
| 5.                  | «Танцуй – 2 (акустика)» | 2:54         |
| Общая длительность: | Общая длительность:     | 14:04        |

## Участники записи
- Роман Билык — гитары, вокал.
- Герман Осипов — гитары.
- Вячеслав Зарубов — клавишные.
- Кирилл Афонин — бас-гитара.
- Валентин Тарасов — барабаны.